# Northrop B-2 Spirit
Northrop B-2 Spirit – amerykański bombowiec strategiczny o obniżonej wykrywalności zbudowany w układzie latającego skrzydła, opracowany przez przedsiębiorstwo Northrop (od 1994 Northrop Grumman). Zdolny do przenoszenia bomb konwencjonalnych i jądrowych, napędzany czterema turbinowymi silnikami dwuprzepływowymi firmy General Electric.

## Historia

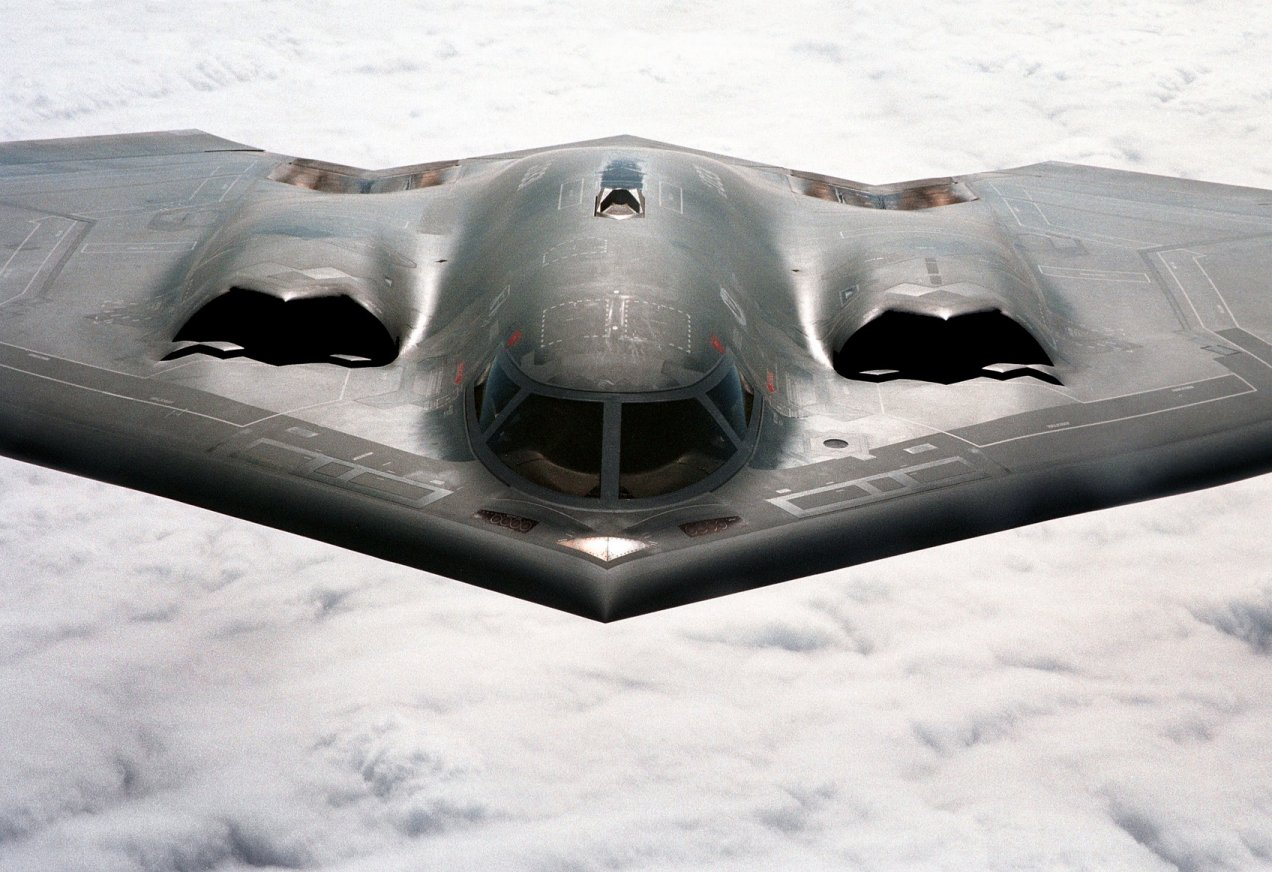
B-2 widziany od przodu

Koncepcja budowy B-2 powstała w latach siedemdziesiątych w wyniku stałego rozwoju radzieckiej techniki radiolokacyjnej.
Program rozwoju i budowy bombowca B-2 rozpoczęto już w 1981 roku. Sześć lat później siły powietrzne Stanów Zjednoczonych złożyły zamówienie na 132 egzemplarze tego bombowca. Upadek ZSRR i zakończenie wyścigu zbrojeń spowodowało znaczne ograniczenie programu B-2. Siły powietrzne zdecydowały się na zamówienie dwudziestu egzemplarzy (plus jeden przebudowany prototyp). Pierwsza prezentacja B-2 odbyła się 22 listopada 1988 roku w bazie Sił Powietrznych w Palmdale w stanie Kalifornia. Pierwszy lot B-2 odbył się 17 lipca 1989 roku. Samolot wykonał wówczas lot z bazy Palmdale do bazy Edwards. Pierwszy egzemplarz dostarczono do 509. Skrzydła Bombowego w bazie lotniczej Whiteman w stanie Missouri 17 grudnia 1993 roku.
Początkowo planowano budowę 135 egzemplarzy, potem – w późnych latach osiemdziesiątych – zredukowano tę liczbę do 75. W wyniku zakończenia zimnej wojny w styczniu 1991 prezydent George H.W. Bush ogłosił zaprzestanie budowy samolotów tego typu. Ostatecznie jednak zamówiono i wdrożono do służby 21 egzemplarzy, z których jeden uległ katastrofie w 2008 roku.
Wyprodukowanie takiej małej liczby egzemplarzy i ogromne wydatki na zaprojektowanie samolotu spowodowały, że łączny koszt jednego bombowca B-2 wyniósł przeciętnie 2,13 mld USD (ok. 4,17 mld USD na 2024), czyniąc z nich najdroższe samoloty kiedykolwiek zbudowane. Cena ta jest porównywalna na przykład do ceny krążownika rakietowego typu Ticonderoga.

## Budowa
Samolot zbudowany jest głównie z materiałów kompozytowych, m.in. z kevlaru. Powierzchnia samolotu pokryta jest specjalnym lakierem pochłaniającym fale radarowe. B-2 ma dwie komory bombowe przystosowane do przenoszenia broni jądrowej i konwencjonalnej. Sterowanie samolotem jest realizowane poprzez układ fly-by-wire, zaś stateczność zapewnia rozbudowany komputerowy system sterowania lotem. Załoga liczy dwóch pilotów.

## Stealth
W przypadku tej maszyny utrudniona wykrywalność została osiągnięta dzięki:
- zastosowaniu układu latającego skrzydła
- zastosowaniu materiałów absorbujących fale radarowe (ang. Radar Absorbing Material)
- zastosowaniu krzywoliniowych kształtów
- zastosowaniu zmniejszenia skutecznej powierzchni odbicia
- ukryciu silników we wnętrzu kadłuba

## Uzbrojenie

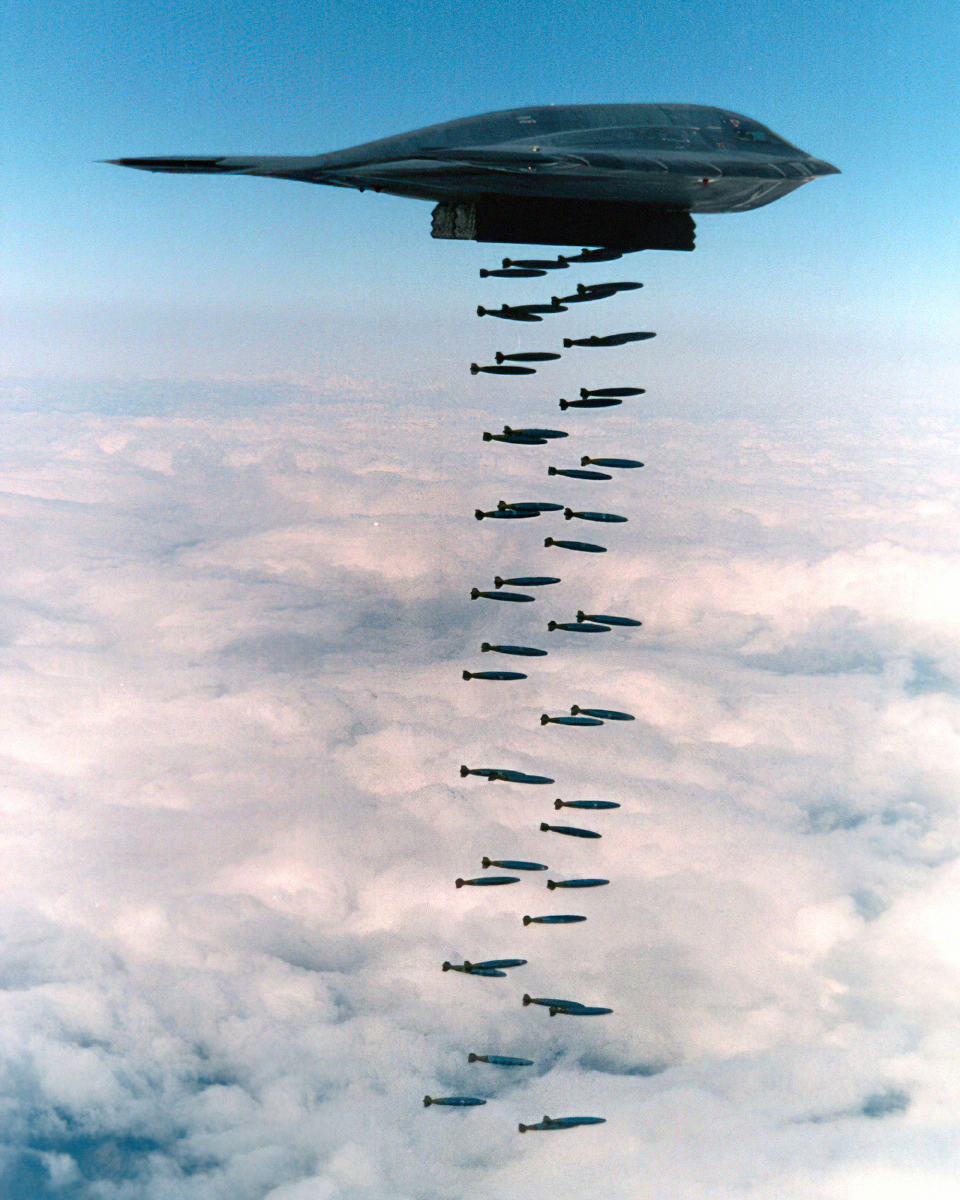
B-2 zrzucający bomby Mark 82 do Oceanu Spokojnego w pobliżu Point Mugu w Kalifornii

W swoich dwóch komorach bombowych B-2 Spirit może przenosić uzbrojenie zarówno konwencjonalne, jak i bomby jądrowe o całkowitej masie do 18 144 kg.
- Uzbrojenie jądrowe:
  - B61
  - B83
  - AGM-129 ACM
  - AGM-131 SRAM
- Broń konwencjonalna
  - Mk 82
  - Mk 84
  - CBU-87
  - CBU-89
  - CBU-97
- Broń specjalna:
  - GBU-27
  - GBU-57
  - JDAM,
  - AGM-154 JSOW,
  - AGM-158 JASSM (następca skasowanego AGM-137 TSSAM)

## Zastosowanie bojowe

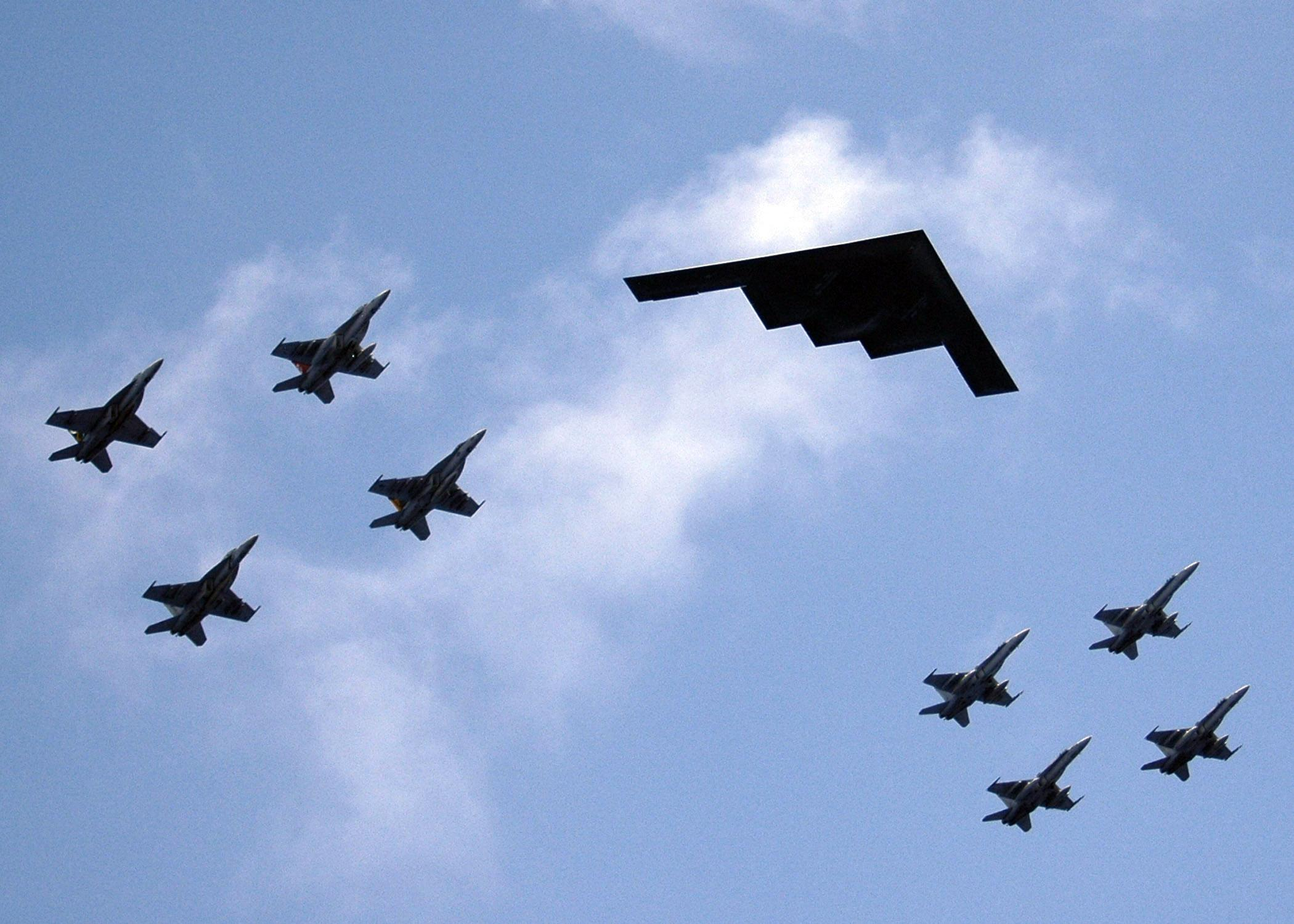
B-2 w locie z ośmioma F/A-18

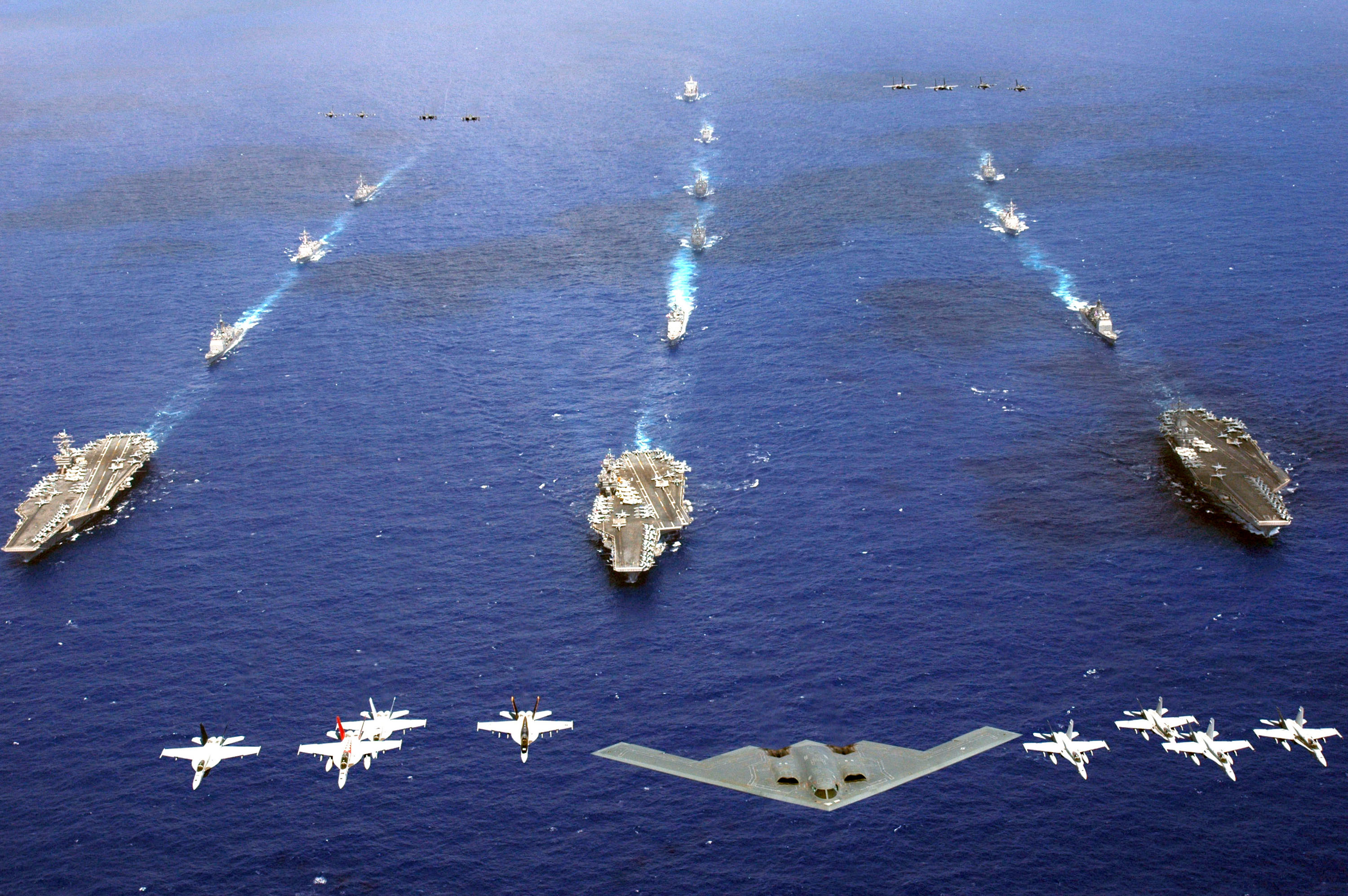
B-2 Spirit razem z 16 innymi samolotami z US Air Force, US Navy i US Marine Corps w locie nad lotniskowcami USS „Kitty Hawk”, USS „Ronald Reagan” i USS „Abraham Lincoln”. Zdjęcie wykonano na zachodnim Pacyfiku 18 czerwca 2006

Użycie bojowe może się odbywać tylko w nocy. B-2 jest zbyt mało zwrotny i zbyt duży, aby mieć szansę w starciu z myśliwcem. Przez pierwsze lata służby samolotu wielu krytyków uważało, że jego zastosowanie bojowe jest wysoce problematyczne, gdyż trudno by było znaleźć cel warty zaatakowania przez samolot, który kosztuje 2 miliardy dolarów, szczególnie gdy inne, o wiele tańsze samoloty mogłyby z powodzeniem wykonać to samo zadanie. Co więcej, strata bombowca B-2 byłaby wielką porażką propagandową dla Ameryki.  Ponadto samoloty te mogły działać tylko ze specjalnie wyposażonych lotnisk.
Krytycy w dużej mierze zmienili jednak zdanie, gdy zrozumiano główny atut B-2: globalny zasięg (dzięki tankowaniom w powietrzu), pozwalający mu wykonywać 30-godzinne misje, startujące z lotnisk w kontynentalnych Stanach Zjednoczonych, przeciwko celom na całej kuli ziemskiej.  Kształt samolotu czyni go nie tylko mniej widzialnym dla radaru, ale daje mu też bardzo dobry zasięg wynoszący około 11 000 km bez tankowania.
Chrzest bojowy B-2 Spirita nastąpił podczas operacji „Sprzymierzona Siła” (ang. Allied Force) w Kosowie w 1999 roku; bombowce tego typu zniszczyły 33% serbskich celów w pierwszych ośmiu tygodniach walk. Od tego czasu Spirity brały udział w operacjach „Trwała Wolność” (ang. Enduring Freedom) w Afganistanie w latach 2001–2002 oraz „Iracka Wolność” (ang. Iraqi Freedom) w Iraku w 2003.
Podczas operacji Enduring Freedom samoloty B-2 Spirit startowały z bazy lotniczej Whiteman, a po zrzuceniu bomb kierowały się do bazy wojskowej Diego Garcia na Oceanie Indyjskim; tam następowało tankowanie i zmiana załogi, a następnie samoloty wracały do Whiteman. Jeden z lotów wykonanych w czasie tej operacji był najdłuższym lotem bojowym samolotu bombowego w historii – trwał ponad czterdzieści cztery godziny.
W późniejszych latach Spirity wykorzystywano nad Libią w 2011 (operacja Odyssey Dawn) oraz do nalotów na bojowników tak zwanego Państwa Islamskiego w 2017 roku.
Według stanu na 2018 rok, przewidywane jest wycofanie samolotów B-2A ze służby do 2032 roku (pierwotnie planowano do 2058 roku) – wcześniej od znajdujących się równolegle w służbie bombowców strategicznych starszej konstrukcji B-52 i B-1, z uwagi na bardzo wysokie koszty utrzymania ich sprawności bojowej oraz godziny lotu (121.866 USD). Z powodów technicznych i organizacyjnych zwykle dostępnych do użycia jest nie więcej niż 8 B-2A w tym samym czasie (ok. 40%).
W październiku 2024 roku B-2 zostały użyte do bombardowania pięciu podziemnych składów broni ruchu Huti w rejonie Sany i twierdzy w Saada w Jemenie.
W nocy z 21 na 22 czerwca 2025, w ramach operacji Midnight Hammer, amerykańskie bombowce strategiczne B-2 dokonały ataku na irańskie podziemne obiekty nuklearne w Fordo i Natanz. Użyto 14 bomb GBU-57. Na pierwszy obiekt sześć bombowców zrzuciło 12 bomb, a na drugi obiekt jeden bombowiec zrzucił 2 bomby.

## Katastrofa
Jedyny wypadek z udziałem B-2 wydarzył się 23 lutego 2008 roku. B-2 rozbił się krótko po starcie z bazy lotniczej na wyspie Guam. Był to ostatni lot przed powrotem 3 bombowców do bazy w Missouri po 4 miesięcznym pobycie na wyspie. Maszyny uczestniczyły w misji polegającej na obecności (na zmianę z bombowcami B-52, które przybyły do bazy, aby je zastąpić) na obszarze Oceanu Spokojnego. Obydwaj piloci katapultowali się i przeżyli katastrofę – jeden po badaniach lekarskich opuścił szpital, natomiast drugi pozostał pod stałą obserwacją lekarzy.
Przyczyną katastrofy było błędne działanie komputerów pokładowych maszyny spowodowane zawilgoceniem czujników zewnętrznych (komputery poderwały maszynę do lotu nim nabrała ona odpowiedniej szybkości, wystarczającej do utrzymania się w powietrzu). Szacowane straty wyniosły 1,4 miliarda dolarów.

## Amerykańska Flota
Flota samolotów Northrop B-2 Spirit składała się niegdyś z 21 maszyn, z których każda nosiła nazwę innego stanu lub regionu. Siły Powietrzne usunęły dwa z tych samolotów z aktywnej floty po katastrofach.
AV-12 Spirit of Kansas rozbił się w 2008 roku. Czternaście lat później Siły Powietrzne zredukowały flotę do zaledwie 19 samolotów po tym, jak AV-16 Spirit of Hawaii uległ wypadkowi.
AV-14 Spirit of Georgia przechodzi obecnie szeroko zakrojone prace naprawcze po upadku podwozia w 2021 roku. Pozostała część floty pozostaje w aktywnej służbie.